# Jhenifer Aquino
Jhenifer Aquino (São Paulo, 06 de setembro de 1994) uma praticante de jiu-jitsu brasileiro faixa-preta. Campeã mundial e bicampeã Pan-Americana da IBJJF nas faixas coloridas, Aquino é campeã mundial No-Gi e campeã Pan No-Gi na faixa-preta, além de medalhista no Campeonato Mundial de Jiu-Jitsu de 2023 e no Campeonato Pan-Americano de Jiu-Jitsu de 2023. Aquino está ranqueada como a número 5 do ranking da IBJJF na categoria galo com quimono na temporada 2022–2023.

## Primeiros anos
Após praticar capoeira desde os 11 anos de idade, começou no jiu-jitsu aos 15, influenciada por sua irmã gêmea Thamires, que já treinava jiu-jitsu com André Ricardo. Após receber a faixa-azul, interrompeu os treinos para concluir a faculdade de veterinária e só retornou aos tatames em 2017. Após conhecer seu marido, o faixa-preta Matheus Gonzaga, Aquino passou a treinar com mais regularidade na academia de Bernardo Faria em Massachusetts, EUA, onde conquistou a faixa-roxa.

## Carreira
Como faixa-roxa, Aquino se mudou para San Diego, Califórnia, para integrar a equipe Atos Jiu-Jitsu, tornando-se atleta em tempo integral e competindo ativamente. Em 2019, conquistou a medalha de bronze no Campeonato Mundial como faixa-roxa. Após ser promovida à faixa-marrom, tornou-se campeã mundial e pan-americana.

### 2022–2023 – Estreia na faixa-preta
Aquino recebeu a faixa-preta do líder da Atos e multicampeão mundial e do ADCC André Galvão em 28 de dezembro de 2021. Em apenas quatro meses como faixa-preta, Aquino conquistou cinco medalhas de ouro em dois campeonatos realizados nos Estados Unidos: o IBJJF Los Angeles Open, onde venceu sua categoria, e o IBJJF Boise Open, onde venceu tanto sua divisão de peso quanto o absoluto, com e sem quimono. Em 2022, tornou-se campeã mundial No-Gi, campeã Pan No-Gi e campeã do American Nationals na faixa-preta. Nos dias 3 e 4 de junho de 2023, Aquino competiu no Campeonato Mundial de Jiu-Jitsu de 2023, conquistando a medalha de prata na categoria galo.
Aquino está ranqueada como a número 5 no ranking da IBJJF na categoria galo com quimono da temporada 2022–2023 e número 6 no ranking geral No-Gi.

### 2024 em diante
Aquino conquistou a medalha de prata na divisão peso-pluma do IBJJF Orange County Open em 21 de abril de 2024.
Aquino conquistou a medalha de prata na categoria peso-galo do Campeonato Mundial da IBJJF de 2024, realizado em 1º de junho de 2024.

## Títulos e conquistas
Principais conquistas (faixa-preta):
- Campeã Mundial No-Gi da IBJJF (2022)
- Campeã Pan No-Gi da IBJJF (2022)
- Vice-campeã Mundial da IBJJF (2023)
- Vice-campeã Pan da IBJJF (2023)
- Principais conquistas (faixas coloridas):[1]
- Campeã Mundial da IBJJF (2021 – faixa-marrom)
- Campeã Pan da IBJJF (2020 – faixa-roxa; 2021 – faixa-marrom)
- Campeã do American Nationals da IBJJF (2021 – faixa-marrom)
- Vice-campeã Pan No-Gi da IBJJF (2020 – faixa-marrom)
- Terceiro lugar no Mundial da IBJJF (2019 – faixa-roxa)

## Linhagem de instrutores
Hélio Gracie → Rolls Gracie → Romero "Jacaré" Cavalcanti → Alexandre Paiva → Fernando "Tererê" Augusto → André Galvão → Jhenifer Aquino

## Vida pessoal
Ela é irmã gêmea da campeã Brasileira Thamires Aquino.